# Camisa Vermelha e Branca
GRES Camisa Vermelha e Branca é uma escola de samba de São Bernardo do Campo, tem 12 títulos na história do carnaval de sua cidade, sendo que o mais recente foi o de 2006.

## Enredos
| Ano  | Colocação | Grupo | Enredo                                                                 | Ref.          |
| ---- | --------- | ----- | ---------------------------------------------------------------------- | ------------- |
| 1999 | Campeã    | I     |                                                                        | [ 3 ]         |
| 2001 | Campeã    | I     |                                                                        | [ 4 ]         |
| 2002 | Campeã    | I     | Se Deixar Ninguém Segura                                               | [ 4 ]         |
| 2003 |           | I     | Sua Majestade, a Noite                                                 | [ 5 ]         |
| 2004 | 2º lugar  | I     | Está no Olhar                                                          | [ 6 ]         |
| 2006 | Campeã    | I     | Das Trevas à Luz... A Espada da Liberdade.                             | [ 7 ]         |
| 2010 | 2º lugar  | II    |                                                                        | [ 8 ]         |
| 2011 |           | I     | Luta, dignidade e respeito, somos todos iguais de braços dados ou não. | [ 1 ]         |
| 2012 |           | I     | Guerra, batalha, vitória e conquista, assim que se fez o mundo         | [ 2 ]         |
| 2013 |           | I     | Do Grito à Fala - A Hora e a Vez da Comunicação.                       | [ 9 ]         |
| 2014 | 6º lugar  | I     | São Bernardo, Arena de um Homem Chamado Salvador                       | [ 10 ] [ 11 ] |

## Títulos
- Campeã do Grupo I: 1999[nota 1], 2001, 2002, 2006

## Prêmios
- Estandarte de Ouro

Grupo II - 2010: Harmonia, fantasia, bateria, letra do samba e evolução.